# Muscle-up

Esecuzione di un muscle-up.

Il muscle-up è un esercizio di callistenia. È la combinazione di una trazione alla sbarra seguita da un dip. Si può eseguire sia alla sbarra sia agli anelli, oltre che dinamico o lento. 
La difficoltà varia molto a seconda della variante: la più semplice è il muscle up dinamico agli anelli, mentre la più difficile è il muscle up lento alla sbarra.
Sebbene un elevato numero di trazioni e dip sia solitamente considerato un prerequisito, il muscle-up richiede lavoro specifico di potenziamento, soprattutto per imprimere grande esplosività nella fase iniziale e gestire correttamente la fase di transizione da sotto a sopra la sbarra (o anelli).
Nel crossfit o nell'allenamento outdoor per eseguire i muscle up si tende ad applicare un kipping, sebbene questo riduca enormemente la difficoltà dell'esercizio e nel calisthenics la forma corretta prevede l'assenza di ausilio di gambe e spinte di bacino.

## Esecuzione
Il muscle-up inizia con le braccia distese sopra la testa, si afferra la sbarra (o gli anelli) e si esegue una trazione più esplosiva rispetto alle normali trazioni.
Quando la barra si avvicina alla parte superiore del torace, i polsi si flettono rapidamente per portare gli avambracci sopra la barra. Il corpo si inclina in avanti e i gomiti si raddrizzano attivando i tricipiti. L'esercizio è considerato completo quando la sbarra è all'altezza della vita e le braccia sono completamente distese.
Per scendere, le braccia si piegano, il corpo si porta leggermente indietro e infine si arriva alla posizione di partenza. L'esercizio può essere ripetuto.
Essendo il muscle-up un esercizio avanzato, gli atleti che non sono ancora in grado di eseguirlo possono eseguire un kip assistivo: le gambe oscillano verso l'alto e forniscono slancio per aiutare a salire sopra la barra più facilmente.
In alcuni soggetti una simile esecuzione è utile come propedeutica per prendere confidenza con la fase di transizione, anche se non dovrebbe essere abusata per evitare di memorizzare uno schema motorio non corretto.
C'è però da considerare che, escluse le varianti proprie della ginnastica o CrossFit, ogni forma di kip durante la fase di trazione (alzate della ginocchia, spinta di bacino, squadratura a L delle gambe) semplifica notevolmente la difficoltà dell'esercizio. Un atleta sarà in grado di eseguire un muscle-up completo quando la trazione sarà quasi esclusivamente eseguita con la forza del dorso e delle braccia e il kip sarà assente o minimo.

## Muscoli coinvolti
Il muscle-up, da come dice il nome, coinvolge una grande quantità di muscoli: il gran dorsale e il bicipite compiono un maggior lavoro nella fase iniziale, mentre una volta sopra la sbarra i tricipiti forniscono la maggior parte della potenza per il movimento finale di spinta.

## Primati mondiali
- Maggior numero di muscle-up alla sbarra: 26 di Maxim Trukhonovets (Bielorussia) nel 2018. [2]
- Maggior numero di muscle-up agli anelli: 18 di Maxim Trukhonovets (Bielorussia) nel 2020. [3]